# 桑托阿德里亚诺
桑托阿德里亚诺，是西班牙阿斯图里亚斯的一个市镇。总面积23平方公里，总人口319人（2001年），人口密度14人/平方公里。